# サミュエル・バートン
サミュエル・バートン大佐 (Colonel Samuel Barton 1749年5月–1810年1月) は、アメリカ合衆国の開拓者、アメリカ独立戦争(1775年-1783年)のペイトリオット。現在のテネシー州ナッシュビルの探検、植民で知られる。

## 経歴
若い頃についての記録はほとんど残っていない。バージニア州で生まれ、父親は仕事でイングランドへ航海中に亡くなり、バートンは年季奉公に出たと伝えられている。子孫の男性のY染色体の試験の結果、バートン家はメリーランド州のルイス・バートンの血筋を汲んでいる。
年代は明らかではないが、バートンはバージニア州とテネシー州を往来していた。1774年、彼はダンモアの戦争でネイティヴ・アメリカンを相手に戦った。アメリカ独立戦争が開始した後の1775年6月、バージニアに招集された。彼は第7バージニア連隊のダニエル・モーガン率いる名高い狙撃手で構成される軽歩兵「モーガンの狙撃手隊」の軍曹を務めた。探検家、狩猟家、辺境地住民として、バートンはこの兵役に適していた。1778年3月10日、マーサ・ロバートソンと結婚した記録がバージニア州ボトトート郡裁判所に残っている。
軍事およびリーダーシップの教育を受け、彼は当時ノースカロライナ州の一部であったテネシー州に戻り、後にナッシュビルとなるナッシュボロ砦の設立に携わった。彼の元々の家はバートン・ステーションと呼ばれ、現在のリプスコム大学の場所にあったブラウンズ・クリークという地に存在した。バートンは土地の売買にも関わっており、独立戦争の功績を称えて与えられた土地の買取および売却を行なっていた。1780年5月、バートンおよびジョン・ロバートソン大将他著名な人々によりカンバーランド協定の起草および調印を行なった。1796年にテネシー州がアメリカ合衆国16番目の州となるまで、テネシー州の非公式な憲法として機能した。1846年、歴史家のAlbigence Waldo Putnam はバートンが所有していたトラックからカンバーランド協定の草稿を発見した。植民地はTribunal of Notables により統治されており、バートンはこの12名のうちの1人であった。1781年4月、Battle of the Bluff の数日前、ネイティヴ・アメリカンの襲撃から開拓者達を守ろうとして手首を撃たれた。
1783年1月7日、カンバーランド協定の第二稿がバートンおよび9名の創立者により作成および調印された。同年4月、デイヴィッドソン郡の創立のもと、バートンは法務官および郡裁判所裁判官に任命された。1783年10月、Court Entry-Taker に選ばれ、民兵少佐を命じられた。1784年、サミュエル・バートンは5名の統治者の1人に指名され、財務を担当した。後に民兵大佐に選ばれた。
1798年、50歳にも満たないうちに公職から退き、翌年にウィルソン郡となる地に大家族で転居した。彼の最後の12年間、功績を称えて与えられた1,000エーカー (4.0 km2)の広大な土地で農業をして暮らした。彼の巨大なプランテーションはラウンド・リック・クリークのジェニングス・フォークと呼ばれていた。土地の測量および査定は彼の天職であった。彼がどこに埋葬されているかは知られていない。

## 子供
- ジェーン・バートン - ジョン・ブラッドリーと結婚、その後ウィリアム・ウッドウォードと再婚
- マーガレット・バートン - ジョセフ・ラヴ・ウィルソンと結婚
- エリザベス・バートン - トーマス・ドゥーリーと結婚
- サミュエル・バートンJr - 米英戦争で死亡
- スティーブン・バートン - エレノア・ベアードと結婚
- ジョセフ・バートン - 結婚相手不明
- ガブリエル・バートン - ジェーン・ジョンソンと結婚